# Kunda (Madhya Pradesh)
Kunda ist ein etwa 1.700 Einwohner zählendes Dorf im Süden der historisch bedeutsamen Region Bundelkhand im indischen Bundesstaat Madhya Pradesh. Am Dorfrand – umgeben von Feldern – befindet sich einer der kleinsten und ältesten Tempel Indiens.

## Lage
Das Dorf Kunda befindet sich etwa 8 km nordöstlich von Bahuriband (Distrikt Jabalpur) und etwa 5 km östlich der archäologisch bedeutsamen Stätte von Tigawa in einer Höhe von ca. 450 m.

## Bevölkerungsentwicklung
| Jahr      | 1991 | 2001  | 2011  |
| Einwohner | ??   | 1.294 | 1.508 |

Die überwiegende Mehrzahl der Dorfbewohner sind Hindus. Der männliche Bevölkerungsanteil übersteigt den weiblichen nur um ca. 5 %. Man spricht Hindi oder Bundeli.

## Wirtschaft
Die Einwohner des Dorfes leben – weitgehend als Selbstversorger – fast ausschließlich von der Landwirtschaft.

## Sehenswürdigkeiten
Der Shankara-Madha-Tempel ist ein schlichter Dorftempel aus der Gupta-Zeit (um 420). Sein nur aus der eigentlichen Cella (garbhagriha) bestehender Baukörper ist ungegliedert und flachgedeckt. Die annähernd quadratische Cella hat Seitenlängen von ca. 3,30 m (außen) und ca. 1,50 m (innen); die fensterlosen Außenwände sind demzufolge äußerst massiv. Eine – möglicherweise holzgedeckte – Vorhalle (mandapa) könnte in späterer Zeit angefügt worden sein – der in der Flucht der linken Außenwand vor dem Tempel stehende Pfeilerstumpf könnte darauf hinweisen. Der schlichte Bau verfügt über keinerlei figürlichen oder dekorativen Bauschmuck; die Bearbeitung der zum Bau verwendeten Steine ist allerdings äußerst exakt. Im Innern befindet sich ein Shiva-Lingam.
Umgebung
- Etwa 5 km westlich befindet sich die ehemals bedeutsame Pilgerstätte von Tigawa mit dem ebenfalls guptazeitlichen Kankali-Devi-Tempel. Es ist davon auszugehen, dass beide Tempel etwa zur gleichen Zeit und von denselben Steinmetzen erbaut wurden.
- Im Ort Bahuriband steht ein Jain-Tempel mit einer ca. 8 m hohen monolithischen Shantinatha-Figur.